# Mesorregiones de México

Las cinco mesorregiones.

Las mesorregiones son cinco agrupaciones de Estados mexicanos que simplifican su gestión, estas son:

## Mesorregión Noroeste
| Entidad federativa  | Capital          | Año de admisión como estado | Población (2020) | Superficie (km²) |
| ------------------- | ---------------- | --------------------------- | ---------------- | ---------------- |
| Baja California     | Mexicali         | 1952                        | 3 769 020        | 71 546           |
| Baja California Sur | La Paz           | 1974                        | 798 447          | 73 909           |
| Sinaloa             | Culiacán Rosales | 1831                        | 3 026 943        | 57 331           |
| Sonora              | Hermosillo       | 1831                        | 2 944 840        | 184 946          |

## Mesorregión Noreste
| Entidad federativa | Capital             | Año de admisión como estado | Población (2020) | Superficie (km²) |
| ------------------ | ------------------- | --------------------------- | ---------------- | ---------------- |
| Chihuahua          | Chihuahua           | 1824                        | 3 741 869        | 247 487          |
| Durango            | Victoria de Durango | 1824                        | 1 832 650        | 123 367          |
| Coahuila           | Saltillo            | 1824                        | 3 146 771        | 151 445          |
| Nuevo León         | Monterrey           | 1824                        | 5 748 442        | 64 203           |
| Tamaulipas         | Ciudad Victoria     | 1824                        | 3 527 735        | 80 148           |

## Mesorregión Centro
| Entidad federativa | Capital                    | Año de admisión como estado | Población (2020) | Superficie (km²) |
| ------------------ | -------------------------- | --------------------------- | ---------------- | ---------------- |
| Hidalgo            | Pachuca de Soto            | 1869                        | 3 082 841        | 20 856           |
| Puebla             | Heroica Puebla de Zaragoza | 1824                        | 6 583 278        | 34 251           |
| Tlaxcala           | Tlaxcala de Xicohténcatl   | 1857                        | 1 342 977        | 3 997            |
| Querétaro          | Santiago de Querétaro      | 1824                        | 1 857 985        | 11 658           |
| Ciudad de México   | Ciudad de México           | 1824                        | 9 209 944        | 1479             |
| México             | Toluca de Lerdo            | 1824                        | 16 992 418       | 22 333           |
| Morelos            | Cuernavaca                 | 1869                        | 1 971 520        | 4892             |

## Centro Occidente o Pacífico Occidente
| Entidad federativa | Capital         | Año de admisión como estado | Población (2020) | Superficie (km²) |
| ------------------ | --------------- | --------------------------- | ---------------- | ---------------- |
| Aguascalientes     | Aguascalientes  | 1835                        | 1 425 607        | 5 625            |
| Guanajuato         | Guanajuato      | 1824                        | 6 166 934        | 30 621           |
| San Luis Potosí    | San Luis Potosí | 1824                        | 2 822 255        | 61 165           |
| Zacatecas          | Zacatecas       | 1824                        | 1 622 138        | 75 416           |
| Colima             | Colima          | 1857                        | 731 391          | 5 627            |
| Jalisco            | Guadalajara     | 1824                        | 8 348 151        | 78 630           |
| Michoacán          | Morelia         | 1824                        | 4 748 846        | 58 667           |
| Nayarit            | Tepic           | 1917                        | 1 235 456        | 27 862           |

## Sursureste
| Entidad federativa | Capital                   | Año de admisión como estado | Población (2020) | Superficie (km²) |
| ------------------ | ------------------------- | --------------------------- | ---------------- | ---------------- |
| Campeche           | San Francisco de Campeche | 1857                        | 928 363          | 57 727           |
| Quintana Roo       | Chetumal                  | 1974                        | 1 857 985        | 42 535           |
| Tabasco            | Villahermosa              | 1824                        | 2 402 598        | 24 747           |
| Veracruz           | Xalapa-Enríquez           | 1824                        | 8 062 579        | 71 856           |
| Yucatán            | Mérida                    | 1824                        | 2 320 898        | 39 671           |
| Chiapas            | Tuxtla Gutiérrez          | 1824                        | 5 543 828        | 73 681           |
| Guerrero           | Chilpancingo de los Bravo | 1849                        | 3 540 685        | 63 618           |
| Oaxaca             | Oaxaca de Juárez          | 1824                        | 4 132 148        | 93 757           |